# Alice Laloy
Alice Laloy, née en 1977, est une metteuse en scène, marionnettiste et costumière française. Formée à l'école du Théâtre national de Strasbourg de 1998 à 2001, elle fonde en 2002 la Compagnie S'Appelle reviens. En 2009, elle reçoit le Molière du spectacle jeune public pour sa création 86 centimètres et est de nouveau nommée dans cette catégorie en 2011 pour Y es-tu ?. En 2021, elle intègre la programmation du festival d'Avignon avec le spectacle Pinocchio(live)#2. Depuis janvier 2023, elle est installée avec sa compagnie au Bercail, lieu consacré aux arts de la marionnette et aux arts associés situé à Dunkerque et dont elle est directrice artistique.

## Biographie
Alice Laloy est née en 1977. Pendant son enfance passée à Aurillac, elle créé des spectacles avec ses trois sœurs pour les présenter au reste de la famille à l'occasion de Noël. En 1998, elle est admise à l'école supérieure d'art dramatique du Théâtre national de Strasbourg, intégrant le groupe 32, en section scénographie-costumes, dont le cycle se termine en 2001. L'année suivante, en 2002, elle fonde sa propre compagnie intitulée la Compagnie S'Appelle reviens et créé son premier spectacle, Opérette pour 5 marionnettes et une compagnie de chaussures danseuses, au TJP Centre dramatique national de Strasbourg.
Sa deuxième création, D'états de femmes, a lieu en 2004, coproduite par le TJP Centre dramatique national de Strasbourg, La Filature Scène nationale de Mulhouse et L'Espace Périphérique de La Villette. Elle y met en scène quatre hommes, trois manipulateurs et un musicien contrebassiste, qui explorent le corps des femmes en passant notamment par la sculpture à base d'argile. C'est le début d'une collaboration étroite avec le TJP, Centre dramatique national spécialisé dans la marionnette sous toutes se formes, dont Alice Laloy devient artiste associée en 2006, la compagnie S'Appelle reviens y étant en résidence durant trois saisons entre 2009 et 2011.
En 2009, elle reçoit le Molière du spectacle jeune public pour 86 centimètres, créé en 2008,.
En 2021, elle créé Pinocchio(live)#2 qui est programmé du 8 au 12 juillet dans la 75e édition du festival d'Avignon. Ce spectacle est encensé par la critique, le journal Le Monde le qualifiant de « spectacle le plus beau, original et troublant de la première semaine du festival » tandis que pour le site spécialisé dans l'actualité du spectacle vivant sceneweb.fr, « Alice Laloy signe un spectacle magistral par sa maîtrise et par son trouble fertile ».

## Théâtre
- 2002 : Opérette pour 5 marionnettes et une compagnie de chaussures danseuses
- 2004 : D'états de femmes, Alice Laloy, Compagnie S'Appelle reviens
- 2007 : Moderato, Alice Laloy, Compagnie S'Appelle reviens
- 2008 : 86 centimètres, Alice Laloy, Compagnie S'Appelle reviens
- 2010 : Y es-tu ?, Alice Laloy, Compagnie S'Appelle reviens
- 2012 : Batailles, Alice Laloy, Compagnie S'Appelle reviens
- 2013 : Rebatailles, Alice Laloy, Compagnie S'Appelle reviens
- 2015 : Sous ma peau /sfu.ma.to/, Alice Laloy, Compagnie S'Appelle reviens
- 2015 : Tempo, Alice Laloy, Compagnie S'Appelle reviens
- 2017 : Ça Dada, Alice Laloy, Compagnie S'Appelle reviens
- 2019 : Pinocchio(live)#1, Alice Laloy, Compagnie S'Appelle reviens
- 2020 : À Poils, Alice Laloy, Compagnie S'Appelle reviens
- 2020 : Death Breath Orchestra, Alice Laloy, Compagnie S'Appelle reviens
- 2021 : Pinocchio(live)#2, Alice Laloy, Compagnie S'Appelle reviens
- 2023 : Pinocchio(live)#3, Alice Laloy, Compagnie S'Appelle reviens
- 2024 : Le Ring de Katharsy, Alice Laloy, Compagnie S'Appelle reviens

## Pour approfondir